# سيف هوان جي دي
سيف هوان البريق الأزرق (باليابانية: 軒轅剣 蒼き曜، بالروماجي: Ken En Ken: Aoki Kagayaki) (بالإنجليزية: Xuan Yuan Sword Luminary)‏ هو مسلسل أنمي تلفزيوني من من تأليف كاتسوهيكو تاكاياما إنتاج ستوديو دين، عرض الأنمي في 1 أكتوبر عام 2018 واستمر عرضه حتى 24 ديسمبر عام 2018، وتكون من 13 حلقة.

## القصة
تدور أحداث القصة عن ين وشقيقتها نينغ اللتان
نشئتا في قرية صغيرة مع صديقهم تشاو، يتم مهاجمة وتدمير قريتهم من قبل جيش إمبراطورية تايباي، وتنفصل ين ويينغ عن صديق طفولتها تشاو.

## الشخصيات

### الشخصيات الرئيسية
فو ين (باليابانية: 苻殷، بالروماجي: Fu In)
أداء صوتي: نانا ميزوكي
فو ينغ (باليابانية: 苻寧، بالروماجي: Fu Nei)
أداء صوتي: ريي كوغيميا
بو تشاو (باليابانية: 蒲釗، بالروماجي: Pu Shō)
أداء صوتي: يوشيتسوغو ماتسوؤكا
يون (باليابانية: 雲، بالروماجي: Yun)
أداء صوتي: ماميكو نوتو

### إمبراطورية تايباي
لونغ تشينغ (باليابانية: 龍澄، بالروماجي: Ron Chō)
أداء صوتي: سوميري أويساكا
شانغ يو (باليابانية: 商嶽، بالروماجي: Shō Gaku)
أداء صوتي: شويا تشيبا
بيلي تشن (باليابانية: 百里貞، بالروماجي: Hyakuri Tei)
أداء صوتي: مامي كينجيتسو
منغ جي (باليابانية: 蒙忌، بالروماجي: Mō Ki)
أداء صوتي: يوسوكي شيراي
لونغ شياو (باليابانية: 龍驍، بالروماجي: Ron Gyō)
أداء صوتي: كوجي إيشي
السيدة بانغ (باليابانية: 龐夫人، بالروماجي: Pan Fujin)
أداء صوتي: ميكي إيتو
لونغ جوان (باليابانية: 龍涓، بالروماجي: Ron Ken)
أداء صوتي: رينا إيندو
شين وشو (باليابانية: 辛無恤، بالروماجي: Shin Mujutsu)
أداء صوتي: يوجي مامياما
لي شيانغ (باليابانية: 梨香، بالروماجي: Ri Kō)
أداء صوتي: هيساكو توجو

### الثوار
شيانغ تشو (باليابانية: 項楚، بالروماجي: Kō So)
أداء صوتي: كينجيرو تسودا
تان يويشي (باليابانية: 檀越之، بالروماجي: Tan Etsushi)
أداء صوتي: هيروكي توتشي
لوانتي تشي (باليابانية: 欒提熾، بالروماجي: Lantei Shi)
أداء صوتي: تشادو هوري
مويو رو (باليابانية: 慕輿柔، بالروماجي: Boyo Jū)
أداء صوتي: روريكو أوكي
توبا يوان (باليابانية: 拓跋淵، بالروماجي: Takubatsu En)
أداء صوتي: تاكو ياشيرو
كان لانغ (باليابانية: 参狼، بالروماجي: San Rō)
أداء صوتي: يوشيتاكا يامايا
مو هينغ (باليابانية: 墨衡، بالروماجي: Boku Kō)
أداء صوتي: شيغيرو أوشياما

## وصلات خارجية
- موقع الأنمي الرسمي باللغة اليابانية
- سيف هوان جي دي على موقع IMDb (الإنجليزية)
- سيف هوان جي دي على موقع قاعدة بيانات الفيلم (الإنجليزية)
- سيف هوان جي دي على موقع ANN anime (الإنجليزية)